# Argentoconodon
Argentoconodon — викопний рід теріоморфних ссавців із формації Cañadón Asfalto басейну Cañadón Asfalto в Патагонії. Коли його спочатку описали, він був відомий лише з одного моляріформного зуба, який мав комбінацію примітивних і похідних ознак. Зараз зуб зберігається в Палеонтологічному музеї Егідіо Ферульо, де йому присвоєно номер зразка MPEF-PV 1877. Нові матеріали, описані у 2011 році, показують, що Argentoconodon був схожий на Ichthyoconodon, Jugulator і Volaticotherium в родині Triconodontidae і, можливо, також Triconolestes.

## Повітряна локомоція
Декілька посткраніальних схожостей з Volaticotherium свідчать про те, що Argentoconodon був здатний до ковзання. Зокрема, його стегнова кістка має ту саму форму та пропорції, що й у його більш повного родича.
Відзначається, що просторово-часовий розподіл аргентоконодона є незвичайним, оскільки це не тільки рідкісний ранньоюрський евтриконодонт, але й один із двох південноамериканських представників цієї групи, інший — трохи молодший Condorodon.

## Дієта
Як і більшість евтриконодонтів, аргентоконодон, швидше за все, був м'ясоїдним. У дослідженні, де детально описується харчування ссавців мезозою, він відноситься до м'ясоїдних видів. Це додатково підтверджується іншим дослідженням мезозойських нижніх щелеп ссавців, де на ділянках представлені таксони м'ясоїдних, а не комахоїдних.